# Líder Paz
Líder Paz Colodro (Mineros, Santa Cruz de la Sierra, Bolivia; 2 de diciembre de 1974) es un exfutbolista boliviano. Jugaba de delantero y militó en diversos clubes de Bolivia. Fue seleccionado boliviano donde jugó 21 partidos y anotó 3 goles. Con su selección participó en la Copa América Colombia 2001.

## Clubes
| Club              | País    | Año         |
| ----------------- | ------- | ----------- |
| Guabirá           | Bolivia | 1995 - 2000 |
| The Strongest     | Bolivia | 2001        |
| Oriente Petrolero | Bolivia | 2002        |
| Bolívar           | Bolivia | 2003        |
| The Strongest     | Bolivia | 2004 - 2006 |
| Real Potosí       | Bolivia | 2007        |